# Rendez-vous à Noël
Rendez-vous à Noël (Love at the Christmas Table) est un téléfilm de Noël américain réalisé par Rachel Goldenberg et diffusé le 25 novembre 2012 sur Lifetime.

## Synopsis
Kat et Sam, deux amis d'enfance, se retrouvent chaque année pour fêter Noël avec leurs familles. Aujourd'hui adultes, ils tombent amoureux mais aucun n'ose se déclarer à l'autre. Ils s'aperçoivent alors qu'ils ignorent tout de leurs vies respectives.

## Fiche technique
- Titre original : Love at the Christmas Table
- Réalisation : Rachel Goldenberg
- Scénario : Patrick J. Hobby
- Photographie : Damian Horan
- Musique : Christian Davis
- Pays : États-Unis
- Durée : 89 minutes
- Date de diffusion :
  -  France : 15 décembre 2013 sur TF1

## Distribution
- Danica McKellar (VF : Maïa Michaud) : Kat Patton
- Dustin Milligan (VF : Brice Ournac) : Sam Reed
- Scott Patterson : Tom
- Brian Huskey (en) : Bobby Reed
- Alexandra Paul (VF : Véronique Augereau) : Eve Reed
- Lea Thompson : Elissa Beth Dixon
- Viva Bianca : Rebekah
- Bodhi Bown : Trevor
- William F. Bryant : Clint
- Luc Charbonnier : Milo
- Bianca D'Ambrosio : Amber

## Accueil
Le téléfilm a été vu par 1,964 million de téléspectateurs lors de sa première diffusion.